# Uccidete il vitello grasso e arrostitelo
Uccidete il vitello grasso e arrostitelo (Matad el ternero cebado y asadlo), es una película italiana dirigida en 1970 por Salvatore Samperi.
Es la historia de una familia muy rica, pero también depravada y corrupta. Salvatore Samperi realiza, gracias a diversos momentos de tensión, una historia sombría y angustiosa. Describiendo esmeradamente las características psicológicas de los personajes, con referencias freudianas. Resulta eficaz la continua repetición de la música de Ennio Morricone, que ilustra perfectamente el clima inquietante de la historia.

## Sinopsis
Enrico Merlo, que ha vivido lejos de su familia, regresa a la ciudad después de la muerte de su padre. Sospecha que este ha sido asesinado por su prima Verde y su hermano Cesare. Su sospecha está fundada por una prueba: un certificado de muerte escrito por su padre dos días antes de morir. Cesare y Verde quieren el documento pero no lo consiguen hasta que Enrico muere de pulmonía por negligencia durante su curación.